# Silnice I/25
Die Silnice I/25 (tschechisch für: „Straße I. Klasse 25“) ist eine tschechische Staatsstraße (Straße I. Klasse), die in Dolní Žďár (Unter Brand), einem Ortsteil von Ostrov nad Ohří (Schlackenwerth) nach Norden von der Silnice I/13 (Europastraße 442) abzweigt und über Jáchymov (Sankt Joachimsthal), das Erzgebirge (Krušné hory) querend zur deutschen Grenze bei Boží Dar (Gottesgab) kurz vor Oberwiesenthal führt, wo sie ihre Fortsetzung in der deutschen Bundesstraße 95 findet. Bis zur Grenze verläuft ein Teilstück der Silnice 219 auf der Trasse der Straße.
Die Straßenlänge beträgt 13,669 Kilometer. Die Straße eröffnet den Zugang zu mehreren Skigebieten um Boží Dar und im benachbarten sächsischen Gebiet.

## Geschichte
Während der Zeit der Annexion des Sudetenlands durch das Deutsche Reich war die Straße als Teil der Reichsstraße 95 ausgewiesen.